# James Hardy (Ruderer)
James Herbert „Jim“ Hardy (* 15. Januar 1923 in San Francisco; † 20. September 1986 in Princeville) war ein US-amerikanischer Ruderer.
Als Mitglied des amerikanischen Teams gewann er bei den Olympischen Sommerspielen 1948 eine Goldmedaille im Achterrudern.
Er studierte am California Institute of Technology und arbeitete nach seiner Sportkarriere als Straßenbauingenieur. Während des Zweiten Weltkriegs war er im Militärischen Sanitätsdienst der US Army tätig und schied 1946 im Rang eines Second Lieutenant aus.